# Malta Cup
Malta Cup bio je profesionalni snookerski turnir koji je bio u kalendaru natjecanja od sezone 1988./1989. Ranije je bio poznat pod imenom European Open (koji je nekoliko puta održan na Malti) kao jedini rangirni turnir u Europi izvan Britanskih otoka.

## Povijest
Prije početka sezone 1988./1989. nije bilo turnira izvan Ujedinjenog Kraljevstva, pa je WPBSA odlučila pokrenuti turnir European Open, koji bi se igrao negdje u Europi. Pod različitim sponzorima, turnir se igrao kao rangirni turnir do sezone 1996./1997.
Nakratko je oživljen u sezoni 1998./1999, ali pod imenom Irish Open. Sljedeće sezone Malta Grand Prix bio je jedini rangirni turnir u kontinentalnoj Europi, a u sezoni 2000./2001. nije ih uopće ni bilo, prvi put u 13 sezona.
European Open oživljen je u sezoni 2001./2002. i preimenovan u Malta Cup za sezonu 2004./2005. Postao je pozivni turnir u sezoni 2007./2008., ali je 2009. ukinut.

## Pobjednici
| Godina                   | Pobjednik                | Protivnik                | Rezultat                 | Sezona                   |
| European Open (rangirni) | European Open (rangirni) | European Open (rangirni) | European Open (rangirni) | European Open (rangirni) |
| ------------------------ | ------------------------ | ------------------------ | ------------------------ | ------------------------ |
| 1989.                    | John Parrott             | Terry Griffiths          | 9 - 8                    | 1988./89.                |
| 1990.                    | John Parrott             | Stephen Hendry           | 10 - 6                   | 1989./90.                |
| 1991.                    | Tony Jones               | Mark Johnston-Allen      | 9 - 7                    | 1990./91.                |
| 1992.                    | Jimmy White              | Mark Johnston-Allen      | 9 - 3                    | 1991./92.                |
| 1993.                    | Steve Davis              | Stephen Hendry           | 10 - 4                   | 1992./93.                |
| 1993.                    | Stephen Hendry           | Ronnie O'Sullivan        | 9 - 5                    | 1993./94.                |
| 1994.                    | Stephen Hendry           | John Parrott             | 9 - 3                    | 1994./95.                |
| 1996.                    | John Parrott             | Peter Ebdon              | 9 - 7                    | 1995./96.                |
| 1997.                    | John Higgins             | John Parrott             | 9 - 5                    | 1996./97.                |
| Irish Open (rangirni)    |                          |                          |                          |                          |
| 1998.                    | Mark Williams            | Alan McManus             | 9 - 4                    | 1998./99.                |
| European Open (rangirni) |                          |                          |                          |                          |
| 2001.                    | Stephen Hendry           | Joe Perry                | 9 - 2                    | 2001./02.                |
| 2003.                    | Ronnie O'Sullivan        | Stephen Hendry           | 9 - 6                    | 2002./03.                |
| 2004.                    | Stephen Maguire          | Jimmy White              | 9 - 3                    | 2003./04.                |
| Malta Cup (rangirni)     |                          |                          |                          |                          |
| 2005.                    | Stephen Hendry           | Graeme Dott              | 9 - 7                    | 2004/05.                 |
| 2006.                    | Ken Doherty              | John Higgins             | 9 - 8                    | 2005./06.                |
| 2007.                    | Shaun Murphy             | Ryan Day                 | 9 - 4                    | 2006./07.                |
| Malta Cup (nerangirni)   |                          |                          |                          |                          |
| 2008.                    | Shaun Murphy             | Ken Doherty              | 9 - 3                    | 2007./08.                |

## Poveznice
- Malta Grand Prix
- German Masters
- Paul Hunter Classic